# Nicolae Murguleț
Nicolae Murguleț (n. 1924, Băcălești, Teleorman – d. 1997, Roșiorii de Vede) a fost un om politic și ministru român.

## Distincții
- Ordinul „Meritul Științific” clasa I (26 septembrie 1966) „pentru merite deosebite în activitatea științifică, cu prilejul Centenarului Academiei Republicii Socialiste România”[1]